# Vagn Aktie Bolaget I Södertälje
Vabis (Vagnfabriks Aktie Bolaget i Södertelge) wurde 1891 von Surahammars Bruks Aktiebolag als Fabrik für Eisenbahnwagen in Södertälje gegründet und war ein schwedischer Hersteller von Schienenfahrzeugen, Personen- und Nutzfahrzeugen.

## Geschichte
Die Expansion des schwedischen Eisenbahnnetzes um etwa 1890 brachte eine große Nachfrage nach Schienenfahrzeugen mit sich. Das Produktionsspektrum der neu gegründeten Firma Vagnfabriks Aktie Bolaget I Södertelge bestand hauptsächlich aus Eisenbahnwaggons und Pferdestraßenbahnwagen. Zudem wurde das so genannte Diamond-Drehgestell gebaut, das als das erste Universal Güterwagen-Drehgestell gilt.
Kurz vor der Jahrhundertwende sank die Nachfrage nach Schienenfahrzeugen so sehr, dass sich die Wagenfabrik nach einem zweiten und zukunftssicheren Produktionszweig umsah. In den späten 1890er Jahren entwickelte die Firma mehrere Prototypen für Pkw und Lkw und richtete eine Produktionslinie ein. 1906 wurde der Name in Vabis, die Abkürzung des bisherigen Firmennamens, geändert. Nachdem die weiteren Erlöse keine gute Zukunftsperspektive ergaben, wurde ein Partner gesucht, der mit der damaligen Scania gefunden wurde und 1911 zur Fusion zu Scania-Vabis führte.

## Straßenfahrzeuge

### Prototypen
Der Ingenieur Gustaf Erikson entwickelte von 1897 bis 1902 einige Prototypen eines viersitzigen PKW, der als Surahammar bezeichnet wurde, mit Motoren eigener Bauart. Eines dieser Fahrzeuge ist erhalten geblieben und ist im Tekniska museet in Stockholm, Schweden ausgestellt.

### Serienproduktion von Personenwagen
Zwischen 1903 und 1910 folgten modernere PKW in geringen Stückzahlen, die als Vabis vermarktet wurden.
| Typ          | Bauzeit   | Anzahl Exemplare | Zylinderanordnung | Zylinder | Hubraum  | Leistung | Text                            |
| Motorwagen 1 | 1903      | 1                | Boxer             | 2        | 2714 cm³ | 9–10 PS  |                                 |
| Motorwagen 2 | 1906–1907 | 2                |                   | 1        | 1357 cm³ | 7,5 PS   |                                 |
| Fahrwagen    | 1907      | 1                | Reihe             | 4        | 3770 cm³ | 20–24 PS |                                 |
| BP/F         | 1908–1910 | 7                | V                 | 2        | 1885 cm³ | 10–12 PS | ein Fahrzeug mit Motor vom AP/G |
| AP/G         | 1909–1910 | 18               | Reihe             | 4        | 2011 cm³ | 12–14 PS |                                 |
| CP/F         | 1908–1910 | 3                | Reihe             | 4        | 3770 cm³ | 20–24 PS |                                 |

### Serienproduktion von Lastkraftwagen
Außerdem wurden zwischen 1902 und 1910 LKW produziert
| Typ     | Bauzeit   | Anzahl Exemplare | Zylinderanordnung | Zylinder | Hubraum  | Leistung | Text                                  |
| 1,5 ton | 1902      | 1                | Boxer             | 2        | 2714 cm³ | 9–10 PS  | später umgebaut mit Motor des 2,5 ton |
| 2,5 ton | 1904      | 1                | Reihe             | 2        | 2714 cm³ | 10 PS    |                                       |
| 3,0 ton | 1907–1910 | 11               | Reihe             | 4        | 3770 cm³ | 20–24 PS | zwei Motoren zur Auswahl              |
| 3,0 ton | 1907–1910 | 11               | Reihe             | 4        | 5429 cm³ | 24–30 PS | zwei Motoren zur Auswahl              |
| 1,5 ton | 1908–1910 | 4                | V                 | 2        | 1885 cm³ | 10–12 PS |                                       |
| 2,0 ton | 1909–1910 | 3                | V                 | 2        | 2714 cm³ | 12–15 PS |                                       |

## Fusion
Vabis fusionierte 1911 mit Maskinfabriks AB Scania (gegründet 1891 in Malmö, Schonen) zu Scania-Vabis am Firmensitz Södertälje bei Stockholm.

## Bildergalerie

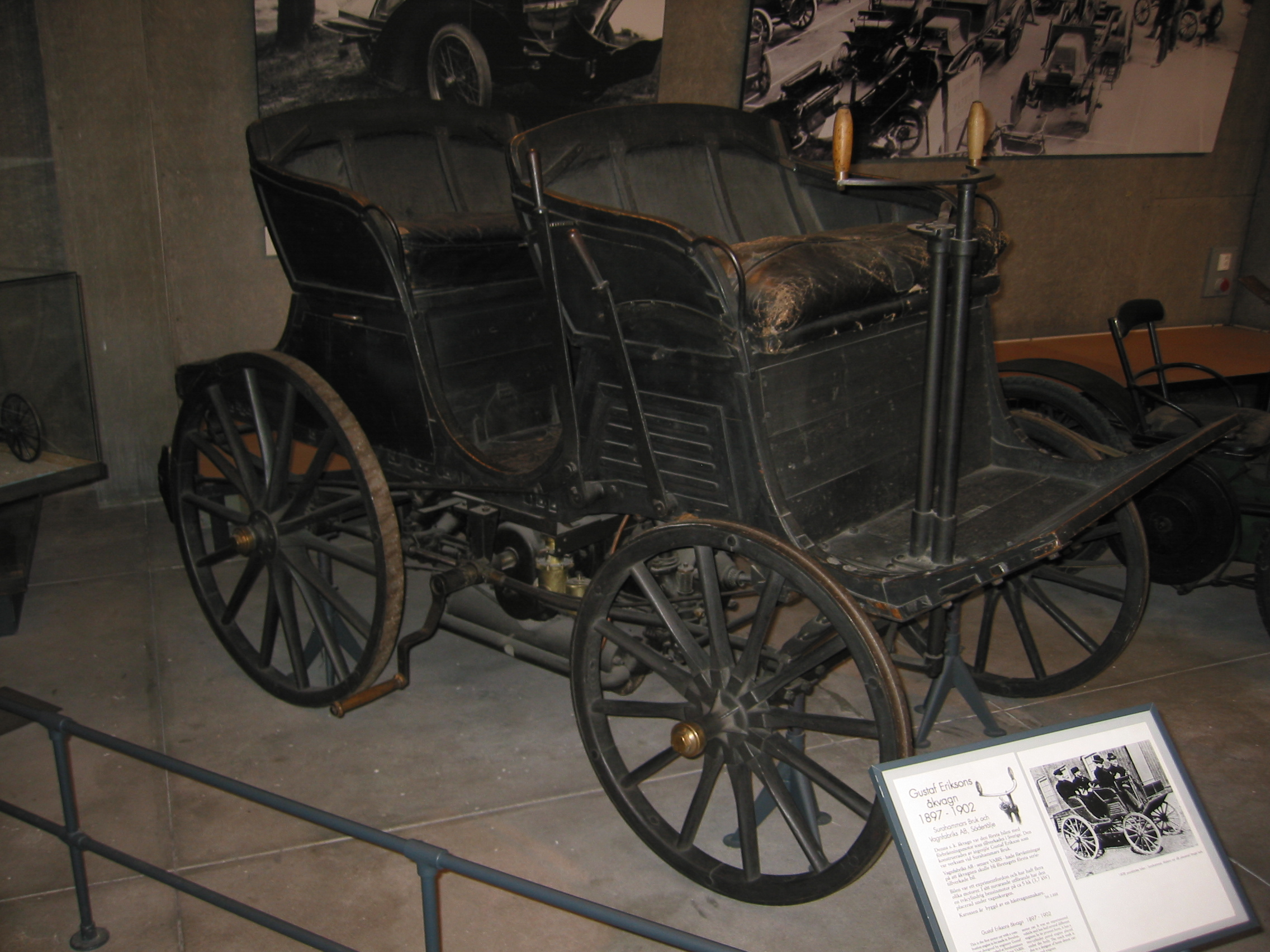
Surahammar von 1902
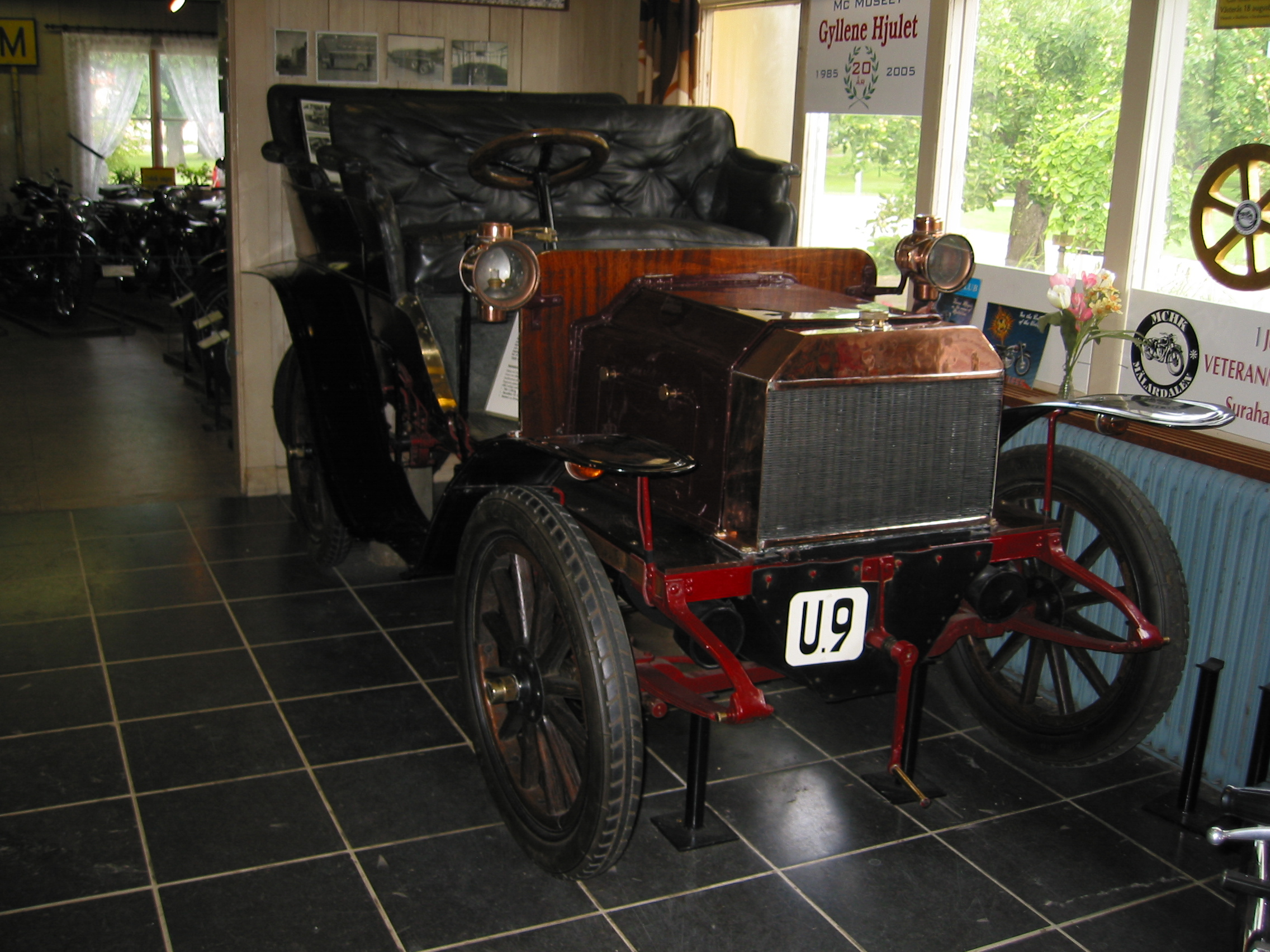
Vabis Motorwagen 1 von 1903
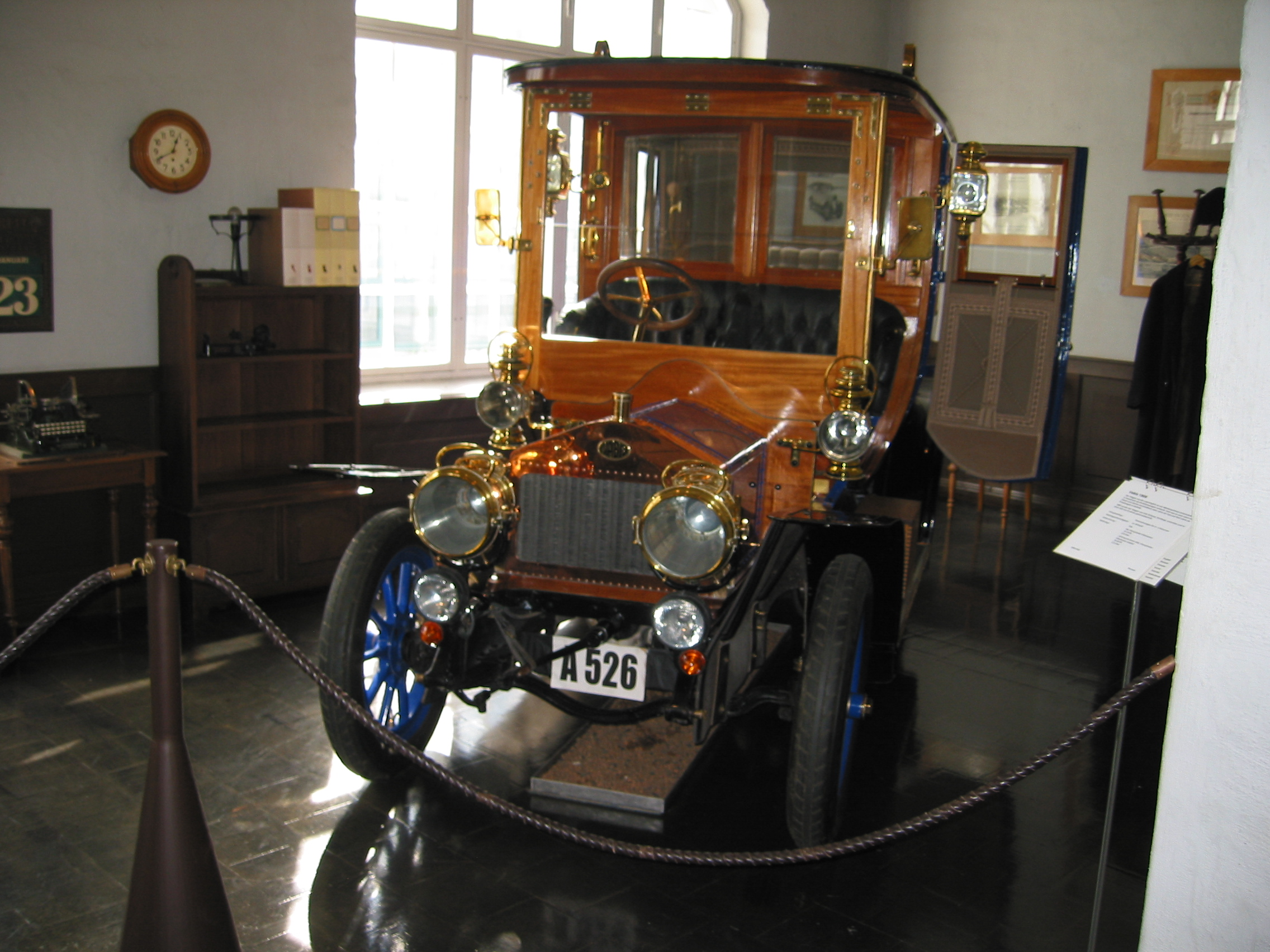
Vabis AP/G von 1909
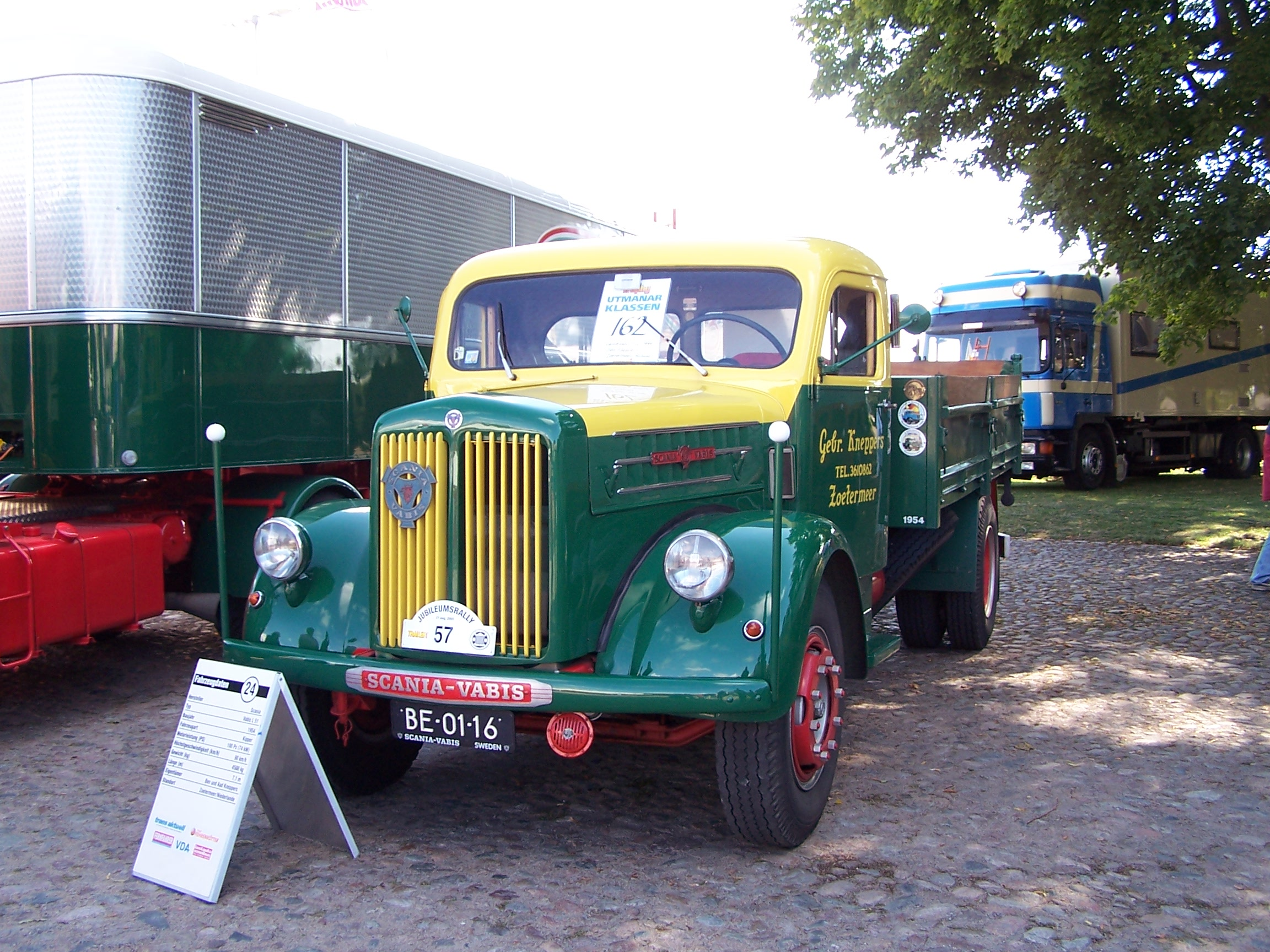
Scania-Vabis L51
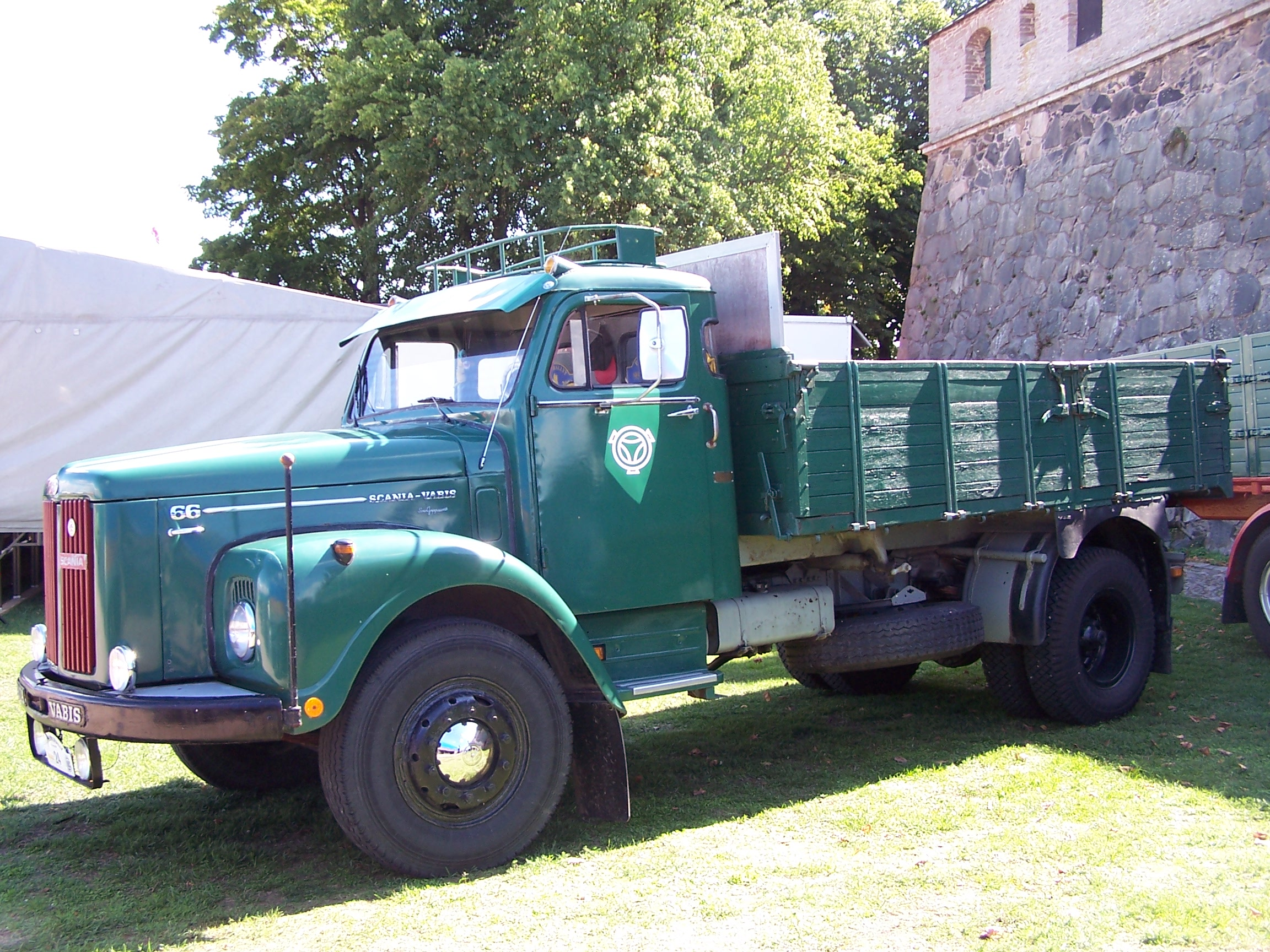
Scania-Vabis L66
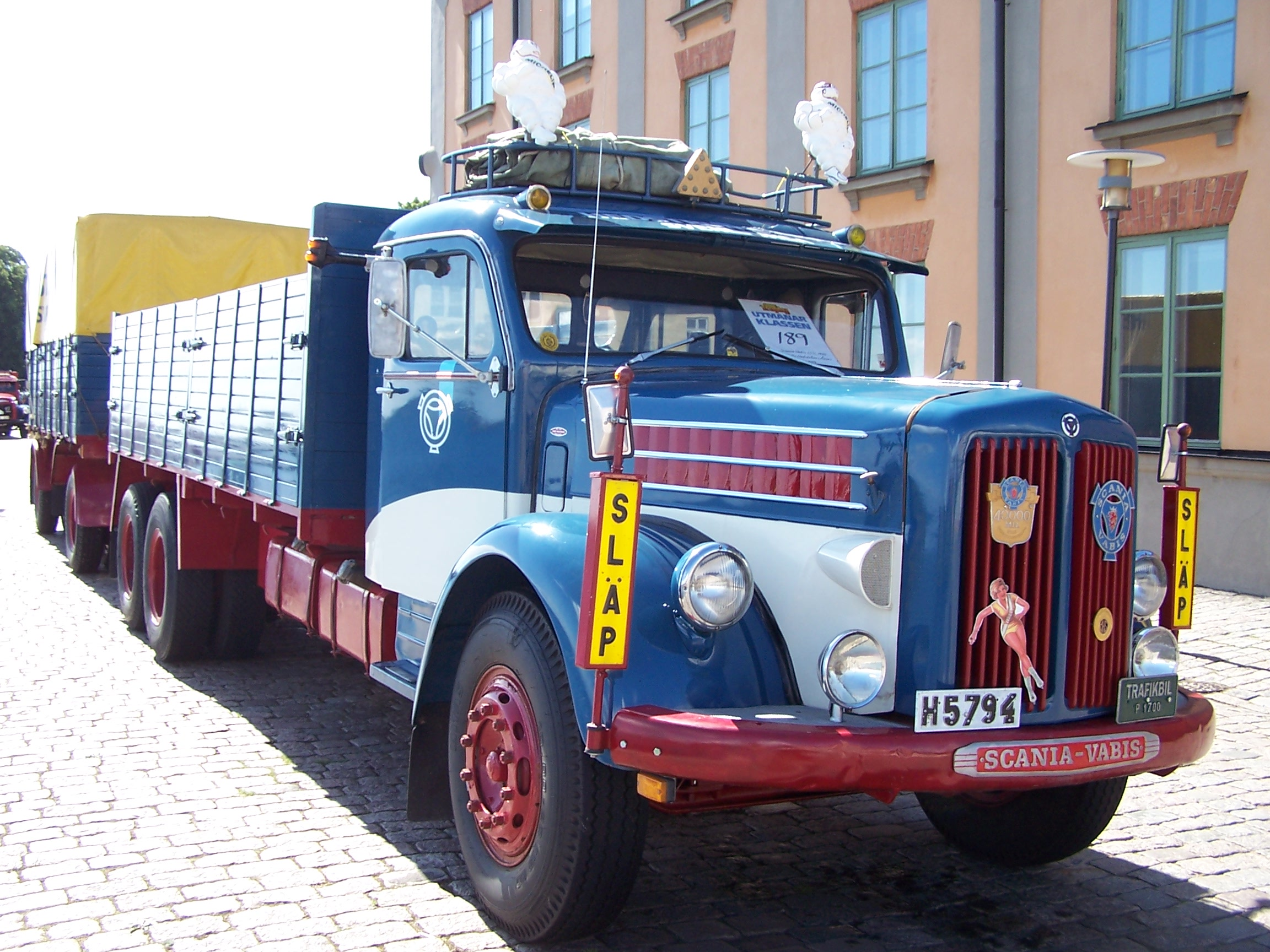
Scania-Vabis LS71
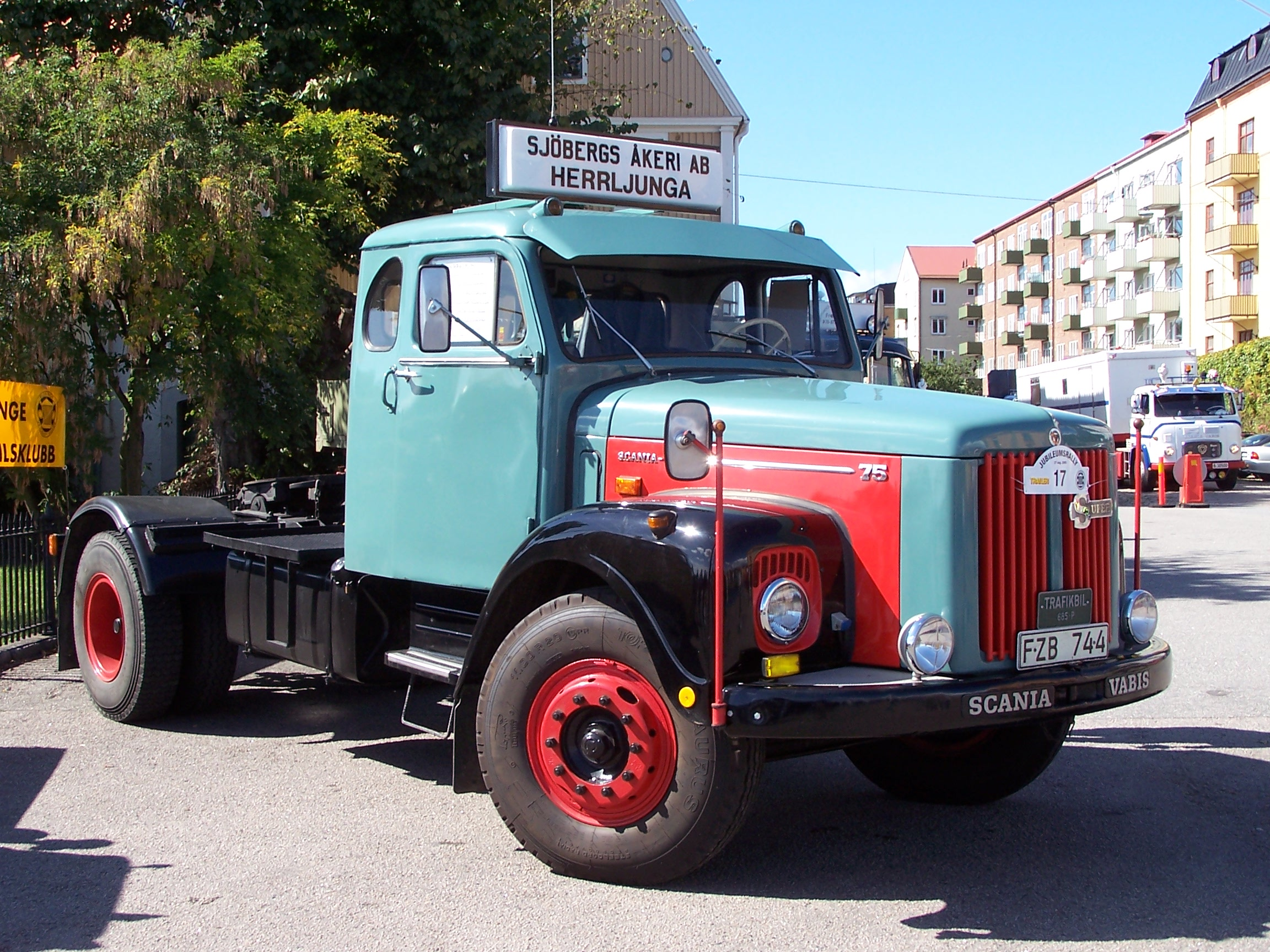
Scania-Vabis L75